# 약물 종류
약물 종류(藥物種類, 영어: drug class)는 유사한 화학 구조, 동일한 작용 메커니즘(즉, 동일한 생물학적 표적에 대한 결합), 유사한 작용 방식 또는 유사한 질병을 치료하는 데 사용되는 약물 및 기타 화합물들의 부류이다. 약물 분류(藥物分類, 영어: drug classification)라고도 한다.
여러 주요 약물 분류 체계에서 이러한 4가지 유형의 분류가 계층 구조를 형성하고 있다. 예를 들어 피브레이트는 동일한 작용 메커니즘(PPAR 작용제)와 작용 방식(혈중 트라이글리세라이드의 감소)을 공유하고 동일한 질병(죽상동맥경화증)을 예방하고 치료하는 데 사용되는 화학적 부류의 약물(양친매성 카복실산)이다. 반대로 모든 PPAR 작용제가 피브레이트인 것은 아니며 모든 트라이글리세라이드 저하제가 PPAR 작용제인 것도 아니며, 죽상동맥경화증 치료에 사용되는 모든 약물이 트라이글리세라이드 저하제인 것도 아니다.
약물 종류는 가장 중요하고 일반적으로 부류 내에서 처음으로 개발된 약물인 프로토타입 약물로 정의되며 비교를 위한 참고용으로 사용된다.
약물 종류 목록: 

## 종합적인 체계
- 해부 치료 화학 분류 체계(ATC)가 가장 널리 사용된다. 기관계 및 치료, 약리학적 및 화학적 특성에 따른 분류를 통합한다.
- 체계화된 의학 명명법(SNOMED)에는 약물 분류 전용 섹션이 포함되어 있다.

## 화학적 종류
이러한 유형의 약물 분류는 화학적 관점에서 이루어지며 화학 구조에 따라 약물을 분류한다. 화학 구조에 기반한 약물 종류의 예는 다음과 같다.
- 벤조디아제핀
- 강심배당체
- 피브레이트
- 스테로이드
- 티아지드
- 트립탄
- β-락탐 계열 항생제

## 작용 메커니즘
이러한 유형의 분류는 약리학적 관점에서 이루어지며 생물학적 표적에 따라 약물을 분류한다. 일반적인 분자의 작용 메커니즘을 공유하는 약물 종류는 특정 생물학적 표적의 활성을 조절한다. 작용 메커니즘의 정의에는 해당 생물학적 표적에서의 활동 유형도 포함된다. 수용체의 경우 이러한 활성에는 작용제, 길항제, 역작용제, 조절제가 포함된다. 효소 표적 메커니즘에는 활성화제 또는 저해제가 포함된다. 이온 통로 조절제는 통로 개방제 또는 통로 차단제를 포함한다. 다음은 특정 작용 메커니즘을 기반으로 하는 약물 종류의 특정한 예이다.
- 5α-환원효소 저해제
- ACE 저해제
- α-아드레날린작동성 작용제
- 안지오텐신 II 수용체 차단제
- β-차단제
- 콜린작동성
- 도파민작동성
- GABA작동성
- 글루카곤 유사 펩타이드-1 수용체 작용제
- 비스테로이드성 항염증제 − 사이클로옥시제네이스(COX) 저해제
- 양성자 펌프 저해제
- 레닌 저해제
- 선택적 당질코르티코이드 수용체 조절제
- 세로토닌작동성
- 스타틴 –  HMG-CoA 환원효소 저해제

## 작용 방식
이러한 유형의 약물 분류는 생물학적 관점에서 이루어지며 유발하는 해부학적 또는 기능적 변화에 따라 약물을 분류한다. 일반적인 작용 방식(즉, 이들이 유발하는 기능적 또는 해부학적 변화)에 의해 정의되는 약물 종류는 다음과 같다.
- 항진균제
- 항균제 (항미생물제)
- 항혈전제
- 기관지확장제
- 심장박동수변동제 (양성 또는 음성)
- 충혈제거제
- 이뇨제 또는 항이뇨제
- 강심제 (양성 또는 음성)

## 치료에 따른 종류
이러한 유형의 약물 분류는 의학적 관점에서 이루어지며 치료하는 데 사용하는 병리학에 따라 약물을 분류한다. 치료 용도(치료하려는 병리)에 따라 정의되는 약물 종류는 다음과 같다.
- 진통제
- 항생제
- 항암제
- 항응고제
- 항우울제
- 항당뇨병제
- 항경련제
- 항정신병제
- 진경제
- 항바이러스제
- 심혈관제
- 억제제
- 진정제
- 각성제

## 종합적인 종류
일부 약물 종류는 실제적인 필요를 충족시키기 위해서 이 세 가지 원칙에서 통합되었다. 비스테로이드성 항염증제(NSAID) 부류가 그러한 예 중 하나이다. 엄밀히 말해서, 또한 역사적으로 더 광범위한 종류의 항염증제로는 스테로이드성 항염증제도 포함된다. 이들 약물은 실제로 "비스테로이드성 항염증제"라는 용어가 도입되기까지 10년 동안 지배적인 항염증제였다. 코르티코스테로이드가 1950년대에 가졌던 참담한 평판 때문에 항염증제가 스테로이드가 아니라는 정보를 제공하는 새로운 용어가 빠르게 통용되었다. 따라서 비스테로이드성 항염증제(NSAID)의 약물 종류는 작용 메커니즘을 지정하는 요소(항염증제)와 동일한 작용 메커니즘을 가진 다른 약물과 비스테로이드성 항염증제(NSAID)를 구분하는 또 다른 요소(비스테로이드성)으로 구성된다. 유사하게 질병 변형성 항류마티스제(DMARD)의 약물 종류가 작용 메커니즘을 모호하게 지정하는 요소(질병 변형성)와 치료 용도를 나타내는 요소(항류마티스제)로 구성된다고 주장할 수도 있다.
- 질병 변형성 항류마티스제(DMARD)[5]
- 비스테로이드성 항염증제(NSAID)

## 기타 분류 체계
예를 들어 용해도 및 장 투과성에 의해 약물의 특성을 결정하는 생물약제학적 분류 체계와 같은 다른 약물 분류 체계가 존재한다.

## 법적 분류
- 캐나다의 법적 분류 – 규제 약물 및 물질법
- 영국의 법적 분류 – 영국 약물 남용법에 의해 관리되는 약물
- 미국의 법적 분류 – 통제 물질법
- 태아 위험도 분류는 다른 국가들에서 다양한 체계를 사용하여 정의된다.

## 같이 보기
- 약물
- 해부 치료 화학 분류 체계 (ATC 코드)